# Saint-Blancard
Saint-Blancard era una comuna francesa que estaba situada en el departamento de Gers, de la región de Occitania, que el 1 de enero de 2025 pasó a formar parte de la comuna nueva de Cap d'Astarac como comuna delegada.

## Demografía
| Gráfica de evolución demográfica de Saint-Blancard entre 1800 y 2022 |
|                                                                      |

Los datos demográficos contemplados en este gráfico de la comuna de Saint-Blancard se han cogido de 1800 a 1999 de la página francesa EHESS/Cassini, y los demás datos de la página del INSEE.